# Битка за палате
„Битка за палате“ догодила се у Руском царству у последњој деценији владавине Катарине II (1784–1796) и владавине Павла I Петровича (1796–1801), која се проширили на почетак владавине Александар I Павловича. Горки сукоб између Катарине и Павла, њеног јединог законитог сина и наследника, манифестовао се у пролазним политичким и идеолошким сукобима, али је имао и трајан, опипљив утицај на руску архитектуру. Обе странке су материјализовали своје политичке изјаве и своје разумевање суверене моћи у скупе грађевинске пројекте у којима су учествовали најистакнутији архитекти тог периода – Василиј Баженов, Винћенцо Брена, Чарлс Камерон, Матвеј Казаков, Ђакомо Кваренги и Иван Старов. Пројекти Катарининих палата следили су неокласични канон доба просветитељства, док се Павле намерно ослањао на романтизам у настајању. Зграде које су се стилски распале од ових програма су без оклевања рушене или обнављане. „Битка“ је почела 1785. рушењем главне палате у Царицину, а кулминирала је 1796. рушењем Пеле, највеће царска палата у области Санкт Петербурга.

## Позадина
До 1722. године, ред наследства у Русији био је заснован на примогенитури. Године 1722. Петар Велики је раскинуо традицију и увео монархово право (и, у ствари, обавезу) да именује свог наследника по жељи. Промена је праћена низом преврата у палати; већи део преосталог 18. века, трон су заузимале жене: Катарина I, Ана I, Јелисавета I и Катарина II. Катарина II се попела на престо убиством свог мужа Петра III, када је њихов једини законити син, Павле, имао седам година. Павле је током свог живота задржао наклоност према свом покојном оцу; међутим, са годинама, ово осећање мутирало је у мржњу према његовој мајци.
На почетку Катаринине владавине, Павле је био од виталног значаја за њен опстанак, будући да је живи симбол династичког континуитета; међутим, до 1772. године, када је Павле постајао пунолетан, почео је да показује жељу да учествује у влади, чиме је потенцијално довео у питање апсолутну моћ своје мајке. Кaтарина је тако осмислила план да уклони Павла из било каквог бављења политиком: Павле је морао да се ожени, повуче у миран породични живот и да роди сина који би могао да постане бољи кандидат за наследство. Овај син, будући цар Александар I рођен је 1777. и Катарина га је жељно припремала за сјајну будућност, иако свој избор никада није уздигла на ниво монархове писане воље. Павле је, заузврат, постајао све сумњичавији према свему што је урадила његова мајка, и чак је скоро бојкотовао Александрову свадбену церемонију 1793. године. Политичка борба између Катарине и Павла, која је у почетку „имала тајни значај скривен од неупућених, али познат двору“, убрзо је постала јавна, добро позната не само Санкт Петербургу већ и бројним страним судовима.
Катарина је почела да мења архитектуру Русије по свом успону на престо. Пригрлила је два концепта, архитектуру као алегорију њених политичких идеја и архитектуру као политику спровођења ових идеја. Њени укуси су се развијали у фазама, од француског рококоа до готичког препорода, све док се коначно није смирила на паладијанизму 1780-их. Катарински неокласицизам се заснивао на француским моделима који су се ослањали на староримске форме. Избор је такође одражавао Катаринин доживотни грчки пројекат, нагон да преузме Црноморски мореуз од Османлија и поново успоставити Византијско царство са својим унуком Константином на престолу.
Павле, који је мрзео катаринско просветитељство, сматрао је класичну архитектуру сувом, емоционално неадекватном репродукцијом антиквитета. Дмитриј Швидковски је указао на сусрет између Павла и француског уметника и антиквара Шарла-Луја Клерисоа из 1782. у Шато де Шантили као догађај који је могао да обликује Павлов архитектонски укус. Клерисо, који је знао да му се царица диви, замерио је руском наследнику што му раније није обраћао пажњу и обећао да ће пријавити Павлово „непоштовање“ Катарини; мало шта друго би могло више да повреди Павлова осећања. Горка размена запечатила је Павлов укус у корист романтизма у настајању и, у исто време, француски барок, и посејао је семе за „Битку за палате“.

## Први ударац
Катарина је 1775. године одобрила нацрте Царицинске палате Василија Баженова, али пошто је заиста видела скоро комплетну структуру 14. јуна 1785, сматрала је да је то веома непријатно, презрела је Баженова и наредила хитно рушење. У свом писму Павлу од 19. јуна 1785. она је само споменула да „Сенат Кремља и Царицино још нису спремни“. Механизам уништења је већ био у току, иако спорим темпом. Катарина је 17. фебруара 1786. потписала формални декрет о рушењу Баженовљевих палата и одобрила нацрте Матвеја Казакова.
Ни Баженовљева припадност слободним зидарима, ни његова готичка архитектура нису били криви. Баженов је, међутим, направио грешку држећи се планова из 1775. који су предвиђали две идентичне палате за Катарину и Павла усредсређене око зграде јавног језгра. Године 1775. равноправност мајке и сина била је у складу са Катаринином политиком, али су до 1785. њихови односи били неповратно затегнути. Катарина је отпустила Баженова и позвала Казакова да обнови палату са само једном главном зградом - њеном. Структурно је завршен 1790-их, али је напуштен након Катаринине смрти. Стајао је у рушевинама више од два века и поново је изграђен у модеран конгресни центар 2005–2007.

## Павловск
Павловск, Павлово (а касније и Марије Фјодоровне) имање од 1777. године, пројектовао је и изградио паладијски неокласичар шкотског порекла Чарлс Камерон. Павле није волео Камерона само зато што је био штићеник своје мајке. Камеронов Павловск био је далеко од Павлове визије о томе шта би царска резиденција требало да буде: недостајали су му опкопи, утврде и све друге војне ствари тако драге Павлу; „Камерон је створио изразито приватан свет за великог војводу. Палата је могла да припада било коме... не цару будућем цару Русије. Године 1786, док су екипе за рушење у Царицину рушиле Баженовљеве куле, Павле је отпустио Камерона и заменио га Винћенцом Бреном.
Павле је лично ангажовао Брену, којег је тада запослио Станислав Костка Потоцки, 1782. године, и користио га је 1783–1785 да визуализује своје архитектонске фантазије; наследник и архитекта развили су посебну духовну везу, деле исту филозофију уметности: „Павле је био први цар ере романтичара, Брена је био претеча романтичног неокласицизма. Брена је оставио језгро Камеронове палате нетакнуто, проширивши га бочним крилима; иако је преуредио ентеријере, оне носе трагове Камероновог стила до данас. Међутим, Маријин приватни апартман и војници приказани у јавним салама приписују се само Брени. Што је још важније, Брена је „милитаризовао“ окружење тако што је изградио готичку лудост, тврђаву Бип, на рушевинама стварних шведских утврда из Великог северног рата. Павле је био толико очаран Бипом да је лудост уврстио у војни регистар правих тврђава.
Након смрти Катарине, Павле и Брена су проширили имање Павловск правим војним касарнама, официрским просторијама и болницом. Павле је упутио Брену да пронађе материјал у најновијим, недовршеним, Катарининим зградама; Камеронов павиљон Rose Field (рус. беседка на Розовом Поле), Нова галерија и Храм сећања у Софијском парку нестали су без трага, док је Кинеско село у Царском Селу изгубило своје сложене спољашње завршне обраде.

## Пела[8]
Катарина је 1784. наредила изградњу сеоске резиденције за свог унука Александра. Назив, Палата Пела, призивао је успомене на Александра Великог и Пелу, престоницу древне Македоније. Порука је била јасна: Александар, тада седам година, био је нови владар, иако је правно Павле остао први у реду за наследство. Пела, коју је пројектовао Иван Старов, била је највећа руска царска палата тог периода и сложенија по саставу од било чега у Русији. Језгро палате је било окружено са двадесет четири мање зграде у паладијском стилу повезан са галеријама са двоструком колонадом. Катарина је Пелу назвала „фениксом у успону “, алудирајући на Александров успон на власт након њене смрти.
После Пеле, Катарина је наручила још две палате за Александра. Прву, малену Александрову дачу у близини Павловска, дизајнирали су или Николај Љвов или Чарлс Камерон. Завршена је 1789. године; необично за катаринску архитектуру, комбиновао је неокласично приземље и оријентални шаторски видиковац са позлаћеном куполом. Дача, некада описана као „храм ружиног грма без трња“, касније је напуштена, продата приватним власницима. Другу, Александрову палату у Царском Селу, саградио је 1792-1796 Ђакомо Кваренги као свадбени поклон Александру и Јелисавети (Лујза од Бадена). Палата је преживела Павлову владавину и припала Александровом брату, будућем цару Николају.
Непосредно након Катаринине смрти, Павле је наредио да се Пела сруши и да се материјал поново употреби за изградњу замка Светог Михаила у Санкт Петербургу. Рушење које је Павле одобрио 7. децембра 1796. заправо је почело у мају 1797. године, почевши од спајања галерија. До јануара 1801. шест од девет зграда је потпуно срушено; три друга су сравњена са земљом за време Александрове владавине. Не само да су зграде срушене, већ су практично све слике са њих такође нестале.

## Дворац Светог Михаила
Павлотови снови, које је Брена визуелизовала 1780-их, материјализовани су у замку Светог Михаила – главној царевој резиденцији у Санкт Петербургу која је намеравала да замени Зимски дворац повезан са Катаринином владавином. Место које је одабрано за замак било је веома значајно за Павла: у њему се налазила дрвена Летња палата царице Јелисавете, била је Павлова родна кућа, али и место где је његова страшна мајка проглашена царицом од стране истих људи који су убили његовог оца. Павле је рекао да је имао визију арханђела Михаила који му је наложио да подигне цркву на свом родном месту, и заиста је замак који је дизајнирао Брена имао истакнуту цркву интегрисану у своју западну фасаду. Овлашћен одмах након Катаринине смрти, Брена је довршио замак за четири године и заузела га је краљевска породица непосредно пре Павлове смрти. Имао је снажан барокни стил јасно супротан катаринском паладијанизму.
Павле I је убијен у замку Светог Михаила 23. марта 1801. Брена, Карло Роси и многи други италијански уметници запослени код покојног цара напустили су Русију. Александар и његов двор су се преселили у Зимски дворац, а његова Дворска канцеларија (рус. гофинтендантское ведомство) претворила је сувишни замак у канцеларије и стамбене просторе. Убрзо је бивша палата удомила скоро 900 становника,  укључујући будућег фелдмаршала фон Дибича и, иронично, пензионисаног Чарлса Камерона и његову супругу. Године 1819. зграда је претворена у војни колеџ; парк палате, утврђења и опкопи су на крају нестали.

## Последице
Током деценије која је раздвајала Павлову смрт 1801. године и француску инвазију на Русију 1812. године, двор у Санкт Петербургу и његови архитекти су рафинирали и модификовали катариновски неокласицизам у руску верзију империјалног стила. Александар I се није активно бавио архитектуром све до послератне реконструкције, иако је очигледно преферирао уметност Кваренгија, Томаса де Томона и Андреја Воронихина; изградња Воронихинове Казањске катедрале покренут је само неколико недеља након Павлове смрти. Изван Санкт Петербурга, различити романтични стилови засновани на неоготичкој архитектури коегзистирали су са преовлађујућом званичном уметношћу. Остареле архитекте укључене у "битку палата" повукле су се, правећи пут новој генерацији:
- Карло Роси се вратио у Санкт Петербург, преузимајући де факто улогу градског архитекте 1814.[22] Његова каријера у архитектури продужила се до 1830-их.
- Ђакомо Кваренги је уживао у оживљавању своје каријере 1803–1808 када је створио Смолни институт, Катарински институт, Царски кабинет Аничкове палате и друге знаменитости Санкт Петербурга. Уздигнут је у наследно племство 1814. и умро 1817. године.
- Иван Старов, архитекта Палате Пела, пензионисан је пре Павловог вазнесења и умро 1808. Његово последње значајно дело, катедрала у Казању, завршено је 1796.[23]
- Винцензо Бренна се настанио у Дрездену у Саксонији и више се није бавио архитектуром; умро је 1820.[24]
- Чарлс Камерон се вратио у активну службу 1803. као главни архитекта руског адмиралитета; за две године завршио је Морнаричку болницу у Оранијенбауму и припремио нацрте за Морнаричку катедралу у Кронштату.[25] Пензионисан је са почастима 1805.[25] и живео је у замку Светог Михаила до своје смрти 1812.[13]
- Матвеј Казаков је завршио низ приватних и јавних неокласичних зграда и неоготичку катедралу у Москви. Године 1806. оптужен је за лоше управљање јавним новцем; није поднета кривична пријава, али је отпуштен из свих државних уговора.[26] Казаков је умро 1812, убрзо након што је чуо вест да је већина његових дела страдала у Великом пожару у Москви 1812 .